# Esporte Clube São Luiz
O Esporte Clube São Luiz é um clube brasileiro de futebol, da cidade de Ijuí, no estado do Rio Grande do Sul. Suas cores são vermelho e branco . Disputa atualmente a Primeira Divisão do Campeonato Gaúcho, Copa do Brasil, o Campeonato Brasileiro Série D e a Copa FGF.

## História

### Primeiros anos
O São Luiz foi fundado em 20 de fevereiro de 1938 por Angelino Alves dos Santos. O primeiro presidente foi Wilmarino Fonseca. O atual vice-presidente da CBF e ex-presidente da FGF, Emídio Odózio Perondi, também presidiu o clube.
O São Luiz profissionalizou-se na década de 1950, quando passou a disputar a Segunda Divisão gaúcha. Nos anos 1970, o clube esteve em Montevidéu aonde enfrentou o temido Peñarol vencendo os atuas campeões da Libertadores e do Copa Interamericana o São Luiz conseguiu sua vitórias mais importante da história do clube apos 1x0 o Peñarol e tendo um dia de gala no futebol, participando da Copa Atlântico de Futebol. Depois de 15 anos, voltou a primeira divisão estadual em 1991. Conquistou, em 1997, a Copa Galego, derrotando o Glória na final. Treinado por Nestor Simionatto, o São Luiz venceu a primeira partida da decisão por 4x0 em Ijuí, e empatou a segunda por 1 a 1, no Estádio Altos da Glória, em Vacaria. A equipe campeã estava assim escalada: Magero; Lelo, Pessali, Aguiar e Márcio; Uana (Marcelo Bolacha), Jorginho (Alexandre Tiongo), Sandro e Tuto; Lela (Dejai) e Giovani Mello.

Durante a preparação para a Copa do Mundo de 1994, no qual a Seleção Brasileira se sagrou campeã, o São Luiz, enfrentou em 1991 a futura campeã mundial, no Estádio Beira-Rio, em Porto Alegre, empatando em 0 a 0. A escalação do São Luiz nese jogo foi: Janio, Polaco, Caçula, Newmar, Kiko, João Luiz, Negrine, Betinho, Marco Antônio, Café e Edmundo. Técnico: Cassiá.

Escudo anterior

Em 2002, depois de quase fechar o departamento de futebol profissional e de acumular dívidas, o São Luiz de Ijuí mudou de direção, investiu em contratações e modificou completamente o time. O time permaneceu fechado por nove meses e o clube esteve ameaçado de falir. A nova direção assumiu em dezembro e, com a ajuda da comunidade, montou a equipe para o Campeonato Gaúcho de 2002. Poletto treinou o São Luiz pela terceira vez. Entre as contratações, Paulo Gaúcho, então com 39 anos, que no Campeonato Gaúcho de 1994 se consagrou o segundo maior artilheiro da história do torneio, com 24 gols. Time-base: Luciano; Luciano Panambi, Carlão, Jarbas e Martins; Paulo Roberto, Ludo, André Cemin e Paulo Gaúcho; Marcio Galvão e Alessandro.

### Anos Atuais
Em 2009 o São Luiz teve uma grande campanha no futebol Gaúcho sendo umas das melhores equipes na classificação geral juntos a grandes clubes como o Internacional, Grêmio e Juventude.
Em 2010 o São Luiz de Ijuí fez um campeonato Gaúcho bom ficando regular na competição.
Em 2011 o São Luiz fez uma das suas piores campanhas no campeonato gaúcho lutando contra o rebaixamento e ficando na 1ª divisão do Gauchão com uma diferença de 3 pontos para o último rebaixado.

Em 2012 o São Luiz teve mais uma atuação ruim no Campeonato Gaúcho novamente lutando para não ser rebaixado e fazendo jogos importantes contra clubes com o Ypiranga e Avenida ambos os 2 times foram rebaixados para segunda Divisão do Campeonato Gaúcho.

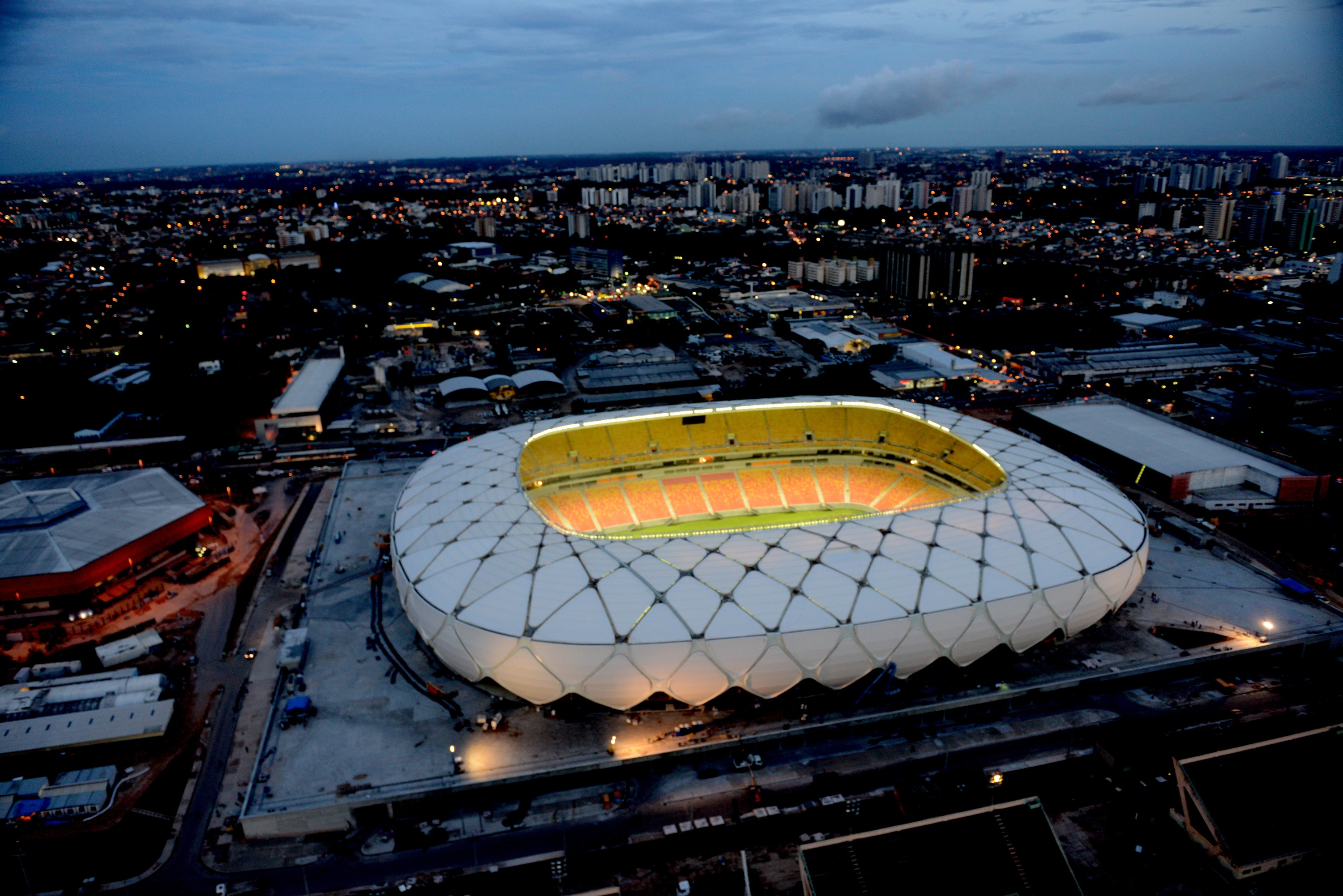
Arena da Amazônia, onde o São Luiz foi o primeiro time gaúcho a jogar.

Em 2013 o São Luiz tem uma grande campanha no 1º Turno do Campeonato Gaúcho de Futebol de 2013,tendo a segunda melhor campanha na competição com 17 pontos atrás do Lajeadense que fez 18 pontos na Taça Piratini de 2013. Após passar a primeira fase o São Luiz entrou nas 4 de finais primeiro jogo São Luiz 1x0 Cerâmica no Estádio 19 de Outubro, se classificando para semifinal onde enfrentou o Caxias vencendo pelo placar de 2x1 jogando em casa no Estádio 19 de Outubro, e se classificando para a final do 1º Turno do Campeonato Gaúcho de Futebol de 2013 fazendo história para a cidade de Ijuí, onde enfrentou o Internacional,sendo derrotado por uma goleada de 5x0 em pleno Estádio 19 de Outubro e ficando vice campeão da Taça Piratini de 2013.
2º turno do Gauchão, a Taça Farroupilha de 2013 o São Luiz fez boa campanha no estadual se classificando em 4 colocado de seu grupo,com 7 pontos,já nas quartas de finais pegou logo de cara o Grêmio, o jogo aconteceu em Porto Alegre na Arena do Grêmio, o jogo terminou 0x0,nas penalidades Máximas o Grêmio levou a melhor vencendo 5 x 3, eliminando o São Luiz da Taça Farroupilha de 2013. Mas na classificação final do Campeonato Gaúcho de Futebol em 2013, o São Luiz ficou em 3º melhor clube na competição na frente do Grêmio, sendo campeão do interior e se classificando para copa do Brasil de 2014. Em 2014 o São Luiz, acabou sendo rebaixado à divisão de acesso do campeonato gaúcho. Na copa do Brasil de 2014, o São Luiz pegou o Nacional de Manaus, sendo eliminado. O São Luiz foi a primeira equipe gaúcha a jogar na Arena da Amazônia.

## Títulos
| ESTADUAIS | ESTADUAIS                                      | ESTADUAIS | ESTADUAIS         |
|           | Competição                                     | Títulos   | Temporadas        |
| --------- | ---------------------------------------------- | --------- | ----------------- |
|           | Copa FGF                                       | 2         | 2022 e 2023       |
|           | Recopa Gaúcha                                  | 1         | 2024              |
|           | Campeonato Gaúcho de Futebol - Segunda Divisão | 3         | 1990, 2005 e 2017 |
|           | Campeonato do Interior Gaúcho                  | 1         | 2013              |

| TORNEIOS INTERNACIONAIS | TORNEIOS INTERNACIONAIS | TORNEIOS INTERNACIONAIS | TORNEIOS INTERNACIONAIS |
|                         | Competição              | Títulos                 | Temporadas              |
| ----------------------- | ----------------------- | ----------------------- | ----------------------- |
| Brasil                  | Copa dos Gauchos        | 1                       | 1975                    |

### Campanha destaque
Copa Governador do Estado do Rio Grande do Sul 1991: Vice-campeão
 Taça Piratini 2013: Vice-campeão
 Campeonato Gaúcho 
2013: 3° lugar
 Recopa Gaúcha
2023: Vice-campeão

## Estatísticas

### Participações
|  | Participações em 2025 |

| Competição        | Competição        | Temporadas | Melhor campanha             | Estreia | Última | P | R |
| Rio Grande do Sul | Campeonato Gaúcho | 34         | 3º lugar (2013)             | 1974    | 2025   |   | 4 |
| Rio Grande do Sul | Segunda Divisão   | 19         | Campeão (1990, 2005 e 2017) | 1954    | 2017   | 3 | – |
| Rio Grande do Sul | Terceira Divisão  | 2          | Sem dados                   | 1967    | 1968   | – |   |
| Rio Grande do Sul | Copa FGF          | 4          | Campeão (2022 e 2023)       | 2004    | 2023   |   |   |
| Rio Grande do Sul | Recopa Gaúcha     | 2          | Campeão (2024)              | 2023    | 2024   |   |   |
| Brasil            | Série C           | 1          | 43º lugar (1996)            | 1996    | 1996   | – | – |
| Brasil            | Série D           | 3          | 12° lugar (2020)            | 2020    | 2025   | – |   |
| Brasil            | Copa do Brasil    | 4          | 2ª fase (2023 e 2024)       | 2014    | 2024   |   |   |

## Símbolos

### Uniformes
| 1º Uniforme | 2º Uniforme | 3º Uniforme |

### Uniformes anteriores
- 2018

| 1º Uniforme | 2º Uniforme | 3º Uniforme |

- 2017

| 1º Uniforme | 2º Uniforme |

- 2016

| 1º Uniforme | 2º Uniforme | 3º Uniforme |

- 2015

| 1º Uniforme | 2º Uniforme |

- 2014

| 1º Uniforme | 2º Uniforme | 3º Uniforme |

- 2013

| 1º Uniforme | 2º Uniforme | 3º Uniforme |

## Patrimônio
O São Luiz, tem como seu principal patrimônio o Estádio 19 de Outubro, com capacidade para 5.300 pessoas, copas (alimentação), vestiários, sala de impressa, salas de transmissão de imprensa, alojamento de atletas, ao lado tem uma escola de categoria de base com cerca de 100 jogadores de várias categorias e sede do clube.
O estádio possui iluminação, permitindo a realização de partidas à noite e destaca-se pela conservação do gramado. O Estádio 19 de Outubro localiza-se em um ponto privilegiado da cidade, sendo de total e fácil acesso.

## Seleção Brasileira
São Luiz 0x0 Seleção Brasileira - Estádio Beira Rio
Durante a preparação para a Copa do Mundo de 1994 no qual a seleção Brasileira se consagrou campeã,o São Luiz 1991 enfrentou a futura campeã do mundo no Estádio Beira Rio em Porto Alegre empatando em 0x0.

## Jogos históricos
- Peñarol 0x1 São Luiz no Estádio Centenário na cidade de Montevideu em 1970
- São Luiz 1x0 Liverpool no Estádio 19 de Outubro na cidade de Ijuí em 1974
- Seleção Brasileira 0x0 São Luiz no Estádio Beira Rio na cidade de Porto Alegre em 1991
- São Luiz 5x0 Cerro no Estádio 19 de Outubro na cidade de Ijuí em 2012
- São Luiz 4x0 Grêmio no Estádio 19 de Outubro na cidade de Ijuí em 2013
- Grêmio 0x0 São Luiz na Arena do Grêmio na cidade de Porto Alegre em 2013
- Nacional-AM 2x1 São Luiz na Arena da Amazônia na cidade de Manaus valido pela Copa do Brasil de 2014
- Internacional 1x2 São Luíz no Estádio Beira Rio em Porto Alegre,jogo válido pelo Campeonato  Gaúcho  de futebol de 2021

## Ranking da CBF
Ranking da CBF criado para pontuar todos os times do Brasil:
- Posição: 103º
- Pontuação: 608 Pontos

## Rivalidades
O São Luiz, na década de 1970, possuía uma rivalidade com o Grêmio Esportivo Gaúcho, também de Ijuí. A equipe tricolor, porém, fechou o departamento do futebol profissional anos depois, encerrando a rivalidade que dividia o município.